# ایکیرز (میزوری)
ایکیرز (به انگلیسی: Akers) یک منطقهٔ مسکونی در ایالات متحده آمریکا است که در میزوری واقع شده‌است. ایکیرز ۳۴۲٫۹ متر بالاتر از سطح دریا واقع شده‌است.